# Округ Нотовеј (Вирџинија)
Нотовеј (енгл. Nottoway County) је округ у америчкој савезној држави Вирџинија.

## Демографија
По попису из 2010. године број становника је 15.853, што је 128 (0,8%) становника више него 2000. године.
| Група             | 2000.         | 2010.         |
| Белци             | 8.923 (56,7%) | 8.799 (55,5%) |
| Афроамериканци    | 6.378 (40,6%) | 6.227 (39,3%) |
| Азијати           | 61 (0,4%)     | 50 (0,3%)     |
| Хиспаноамериканци | 248 (1,6%)    | 609 (3,8%)    |
| Укупно            | 15.725        | 15.853        |